# Église Saint-Jean-Baptiste de La Ménitré
L'église Saint-Jean-Baptiste est une église située à La Ménitré, en France.

## Localisation
L'église est située dans le département français de Maine-et-Loire, sur la commune de La Ménitré.

## Historique
L'édifice est inscrit au titre des monuments historiques en 1992.